# جان ال. راسل
جان ال. راسل (انگلیسی: John L. Russell؛ ۱۵ مه ۱۹۰۵ – ۲۲ ژوئیه ۱۹۶۷) فیلم‌بردار اهل ایالات متحده آمریکا بود.

## فیلم‌شناسی
- خارج از دید (۱۹۶۶)
- روانی (۱۹۶۰)
- ستاره‌ای در خاک (۱۹۵۶)
- مکبث (۱۹۴۸)